# Copelatus flavidus
Copelatus flavidus är en skalbaggsart som beskrevs av Régimbart 1895. Copelatus flavidus ingår i släktet Copelatus och familjen dykare. Inga underarter finns listade i Catalogue of Life.